# Joseph Stiller
Joseph Stiller (* vor dem 5. März 1731 in Ettringen; † 12. Juni 1771 in Lamerdingen) war ein Stuckateur, Maurer und Bauhandwerker.

## Leben
Er war der Sohn des Stuckateurs Michael Stiller und dessen zweiter Ehefrau Teresia Lang beziehungsweise der Enkel von Matthäus (auch Matthias), dem Baumeister der Pfarrkirche St. Nikolaus in Großaitingen. Er erstellte der Kurfürstlichen Hofkammer im Herzogtum Bayern einen Kostenvoranschlag für die Maurerarbeiten an der Kirche St. Magnus im oberschwäbischen Unterrammingen und führte den Auftrag von 1767 bis 1768 aus. Er starb durch Blitzschlag am Turm der Pfarrkirche St. Martin in Lamerdingen, die sein Vater 1736/37 barockisiert hatte.